# Segue 1
Segue 1 (Sloan Extension for Galactic Understanding and Exploration) est un amas globulaire ou une galaxie naine sphéroïdale satellite de la Voie lactée découvert au printemps 2006 par le Sloan Digital Sky Survey (SDSS). Cet objet est situé dans la constellation du Lion à environ 23 kpc (∼75 000 al) du Soleil et s'éloigne de ce dernier à la vitesse d'environ 205 km/s.
Il s'agit de l'un des plus petits satellites de notre galaxie, dont la luminosité totale n'excède pas 300 L☉, pour une masse de 5,8+8,2
 −3,1 × 105 M☉ en deçà du rayon effectif de l'objet, qui vaut environ 100 années-lumière (30 pc), conduisant à un rapport masse/luminosité dans la bande V de la lumière visible d'environ 3 400 M☉/L☉, le plus élevé de tous les objets connus du Groupe local mesuré en 2011. Cette valeur pourrait cependant être fortement majorée par les effets de marée galactique provoqués par la proximité de la Voie lactée et qui sont susceptibles d'accroître significativement la dispersion des vitesses de cette structure ; celle-ci pourrait d'ailleurs être en voie de dispersion, ce qui rendrait caduque l'hypothèse selon laquelle ses étoiles sont liées par la gravité, postulat de base permettant de déduire sa masse par application du théorème du viriel.
Segue 1 est constitué essentiellement d'étoiles de population II, âgées de plus de 12 milliards d'années et de métallicité 300 fois plus faible que celle du Soleil ([Fe/H] ≈ −2,5 ± 0,8). On n'y a pas détecté de formation stellaire récente ni en cours, et la masse d'hydrogène atomique — régions H I — y est au plus égale à 13 M☉.

### Pages connexes
- Segue 2